# Chthonius corcyraeus
Chthonius corcyraeus är en spindeldjursart som beskrevs av Volker Mahnert 1976. Chthonius corcyraeus ingår i släktet Chthonius och familjen käkklokrypare. Inga underarter finns listade i Catalogue of Life.